# GPATCH8
GPATCH8‏ (G-patch domain containing 8) هوَ بروتين يُشَفر بواسطة جين GPATCH8 في الإنسان.